# Jean Thenaud (écrivain)
Cet article concerne le religieux franciscain, écrivain, voyageur, précepteur et aumônier du roi François Ier (roi de France). Pour l'humaniste protestant, voir Jean Thenaud.
Jean Thenaud est un religieux franciscain, écrivain, voyageur, précepteur et aumônier du roi François Ier né dans la châtellenie de Melle, en Poitou, vers 1480, et mort probablement entre 1542 et 1546.

## Biographie
Il est né vers 1480 dans la châtellenie de Melle, en Poitou, qui est alors une possession de Louise de Savoie. Il est diplômé de la Faculté des arts et de la Faculté de théologie. Il est  chez les cordeliers d'Angoulême à la fin du XVe siècle ou au début du XVIe. Il entre alors en contact avec les Valois d'Angoulême et Louise de Savoie, à Angoulême ou à Cognac. Il devient précepteur de François d'Angoulême. Introduit dans le milieu des lettrés humanistes de la maison de Louise de Savoie. Il a pu y acquérir le goût de l'histoire, la généalogie, la mythographie, la cabale et l'astrologie. Il a écrit pour Louise de Savoie et son fils La Marguerite de France vers 1509.
À la demande de Louise de Savoie, Jean Thenaud a commencé en 1508 un ouvrage traitant successivement des quatre vertus cardinales, Le Triumphe des vertuz, pour l'éducation du dauphin François d'Angoulême à la manière d'un Miroir des Princes, regroupées en deux volumes. La rédaction du premier traité, Le triomphe de Prudence recourt au procédé du songe montrant le périple du narrateur à la recherche du domaine de dame Prudence. Il a été le premier traducteur en français de l' Éloge de la folie d'Érasme qu'il a intégré dans le premier traité du Triumphe des vertuz. Dans ce premier traité il montre son érudition en convoquant une quarantaine d'écrivains classiques, dont Cicéron, Pline l'Ancien, Platon, Aristote, Ovide, Plutarque, mais aussi la Bible, sans oublier les écrivains italiens, Dante, Boccace, Pétrarque, et Érasme qui tient la place d'honneur. Dans le chapitre IX, il montre la « superbe louange et collacion  que Folie faict de soymesmes », première adaptation de l' Encomium Moriae d'Érasme. Le chapitre X montre le triomphe de la fille de Dame Prudence, Marguerite d'Angoulême. Ce premier traité a été mis en rapport avec le Cinquième Livre de Rabelais. Le premier volume comprenant le premier et le second traité, Le triomphe de Force, a été terminé et offert à François Ier en 1517. Le second volume comprenant  Le triumphe de Justice et Le triumphe de tempérance n'a existé que sous forme de manuscrit. Sa rédaction a été accélérée à la suite de la naissance du dauphin François. Le triumphe de Justice est dédié au dauphin. Jean Thenaud y expose les principes de l'éducation idéale d'un prince. Il a utilisé des passages tirés de l' Institutio principis christiani d'Érasme publié en 1516. Le dernier traité est dédié à la reine Claude de France, protagoniste du traité.
Le roi Louis XII décide d'envoyer André Le Roy comme ambassadeur auprès d'Al-Achraf Qânsûh Al-Ghûrî, sultan d'Égypte en 1511. Il arrive en Égypte à bord de la nef la Katherine commandée par Pierre de Peretz. L'ambassadeur avait pour mission d'obtenir la restitution des Lieux Saints. Louise de Savoie a demandé à Jean Thenaud d'accompagner l'ambassadeur et d'aller prier pour elle dans les sanctuaires des Lieux Saints, de déposer en son nom sur la crèche du Sauveur à Bethléem, de l'or, de l'encens et de myrrhe. La mission française est arrivée au Caire le 25 mars 1512. De son côté, le roi François Ier souhaitait que Jean Thenaud aille aussi en Perse, puis en Inde. Le projet de voyage en Perse a été entravé par l'ambassadeur du roi de Géorgie qui se trouve alors à Jérusalem. Il est de retour en France en 1513. De ce voyage en Égypte et Palestine, Jean Thenaud a fait un récit rédigé après 1523 car il cite la prise de Rhodes, en 1522. Le livre a été publié par Jehan de Saint-Denis, entre 1525 et 1530.
Rabelais cite deux fois Jean Thenaud dans ses livres. Lazare Sainéan a montré que Rabelais a fait des emprunts lexicaux au Voyage d’oultre-mer dans son Tiers livre. Dans son étude sur le Cinquième Livre, Mireille Huchon a, pour sa part, montré une analogie graphique avec le Voyage d'oultre-mer. Jean Thenaud est cité deux fois explicitement dans les livres de Rabelais, une première fois sous la forme « si Tenaud dit vray », et une seconde fois dans la liste des voyageurs du pays de satin.
Jean Thenaud rédige la Cabale metrifiée : Traicté de la Cabale chrétienne en prose à la demande de François Ier et lui offre en 1519. Il se préoccupe de fournir au roi un ouvrage qu’il doit répertorier dans sa mémoire. Cette même année, François Ier commence la construction du château de Chambord. François Parot et Thibaud Fourrier ont montré l'influence de Jean Thenaud sur le chiffre de François Ier se trouvant dans le décor sculpté du château à partir des écrits sur la cabale de Jean Thenaud.
Une bulle papale a nommé Jean Thenaud abbé de l'abbaye Saint-Jean de Mélinais (Clefs) en 1529. Il a pris en charge l'abbaye en février 1530 (1529 dans l'ancien calendrier). Il en a été le dernier abbé régulier. À partir des actes judiciaires de l'abbaye, on sait qu'il la gère entre 1530 et 1542. Il est nommé aumônier du roi, il apparaît dans le « rôle des officiers du roi » à partir de 1532. Il semble l'être resté jusqu'en 1546. En 1533, il se plaint de sa pauvreté à l'amiral Chabot. On apprend par cette lettre qu'il a envoyé à François Ier des cartes de conjonction des astres pour sa 39e et 44e année du roi.
En 1533, il a rédigé un manuscrit se trouvant dans le musée Condé de Chantilly, Le Genealitic de la tressacrée maieste du Roy treschretien (Ms 420) récapitule les influences planétaires qui ont agi sur François Ier depuis sa conception et sa naissance et recueille les pronostications et les mises en garde pour l'avenir. Dans ce texte, Jean Thenaud indique que François Ier a été conçu le 21 décembre 1493, jour de « feste Sainct Thomas ». Bien qu'il ne soit plus à la cour, il est encore aumônier du roi.

## Publications
- La Marguerite de France, vers 1508-1509,
- La lignée de Saturne[9],[10].
- Le Triomphe des vertus. Premier traité : Le triomphe de Prudence[11],[12].
- Le Triomphe des vertus. Deuxièle traité : Le triomphe de Force[13].
- Le triomphe des vertus. Troisième traité : Le triomphe de Justice[14].
- Le Triomphe des vertus. Quatrième traité Le triomphe de Tempérance [15],[16].
- Le voyage d'Outremer (lire en ligne).
- Traité de la cabale (lire en ligne).
- La saincte et tres chrestienne Cabale, metrifiée et mise en ordre par le plus humble de ses serfs Frere Jehan Thenaud[17].
- La cabale en prose.
- La grande conjonction de 1524 démythifiée pour Louise de Savoie[18].